# Dokumenteninkasso
Ein Dokumenteninkasso ist im Außenhandel eine Zahlungsbedingung, bei der dem zahlungspflichtigen Importeur unter Mitwirkung von Kreditinstituten Dokumente des zahlungsempfangenden Exporteurs gegen Zahlung oder gegen Akzeptierung von Wechseln Zug um Zug ausgehändigt werden. Dabei werden die Interessen beider Handelspartner an einer vertragsgemäßen Abwicklung der Zahlung und an einer vertragsgemäßen Lieferung ausgeglichen.

## Allgemeines
Es gilt jedoch für Exporteur und Importeur, dass dieses Instrument ausschließlich der Zahlungsabwicklung dient. Eine Gewähr für die Qualität und/oder Quantität der gelieferten Waren oder Dienstleistungen wird hierdurch nicht übernommen. Dies ist nur durch eine entsprechende Dokumentation bei Akkreditiven möglich. Die abwickelnden Kreditinstitute legen ihrem Vertragsverhältnis stets die „Einheitlichen Richtlinien für Inkassi“ (ERI; Revision 1995 - ICC Publikation 522) der Internationalen Handelskammer, Paris (englisch International Chamber of Commerce, kurz ICC) zu Grunde.

## Arten von Dokumenteninkasso
Das dokumentäre Inkasso kann durch mehrere verschiedene Arten abgewickelt werden. Zum einen können die Dokumente an den Importeur gegen Zahlung ausgehändigt werden (englisch Documents against payment) oder die Dokumente können gegen Akzeptierung eines Wechsels oder Abgabe eines abstrakten  Schuldversprechens o. ä. ausgehändigt werden (Außenhandelsfinanzierung). Bei der zweiten Form ist die Zahlung erst zu einem späteren Termin fällig (englisch Documents against acceptance). Während der Exporteur bei englisch Documents against payment die Gewähr hat, dass der Importeur die Dokumente erst ausgehändigt bekommt, nachdem er gezahlt hat, hat er diese Sicherheit bei englisch Documents against acceptance nicht, da der Importeur die Dokumente bereits nach Abgabe eines Schuldversprechens erhält. Dies sagt jedoch nichts über die Liquidität des Importeurs am Fälligkeitstag der Zahlung aus. Sollte zu diesem Zeitpunkt das Konto des Importeurs keine ausreichende Kontodeckung aufweisen oder keine entsprechende Kreditlinie vorhanden sein, wird die Bank des Importeurs – obwohl die Dokumente ausgehändigt wurden – die Zahlung nicht ausführen. Diesem Problem kann man dadurch begegnen, dass die Dokumentenaushändigung von der Hinauslegung einer Garantie zur Einlösung des Inkassos am Fälligkeitstag durch die Bank des Importeurs abhängig gemacht wird. Üblicherweise wird diese Garantie bei Nachsichtgeschäften in Form eines Avals der Bank auf dem Wechsel erstellt, wodurch die Bank in die Wechselhaftung eintritt. Außerdem gibt es die Variante des unwiderruflichen Zahlungsauftrags, den der Importeur seiner Hausbank einreicht und mit der Bedingung versieht, die Zahlung hieraus nur bei sichergestellter Warenlieferung zu leisten (englisch Documents against irrevocable payment order).
Generell gilt, dass ein Inkasso keine Verpflichtung zur Einlösung durch die Bank des Importeurs beinhaltet. Dies ist nur beim Akkreditiv der Fall.

## Abwicklung
Im zugrunde liegenden Kaufvertrag zwischen Exporteur und Importeur wird zunächst die Zahlung über das Dokumenteninkasso als Zahlungsbedingung vereinbart. Der Exporteur reicht seiner Bank die Warenbegleitpapiere als Inkassodokumente ein und erteilt dieser einen Inkassoauftrag. Diese Dokumente sind üblicherweise:
- Ursprungszeugnis: meist beglaubigt durch eine Handelskammer im Herkunftsland.
- Handelsrechnung: selten in konsularisch beglaubigter Form als Konsulatsfaktura (dies kommt in der Praxis nur im Handel mit Staaten aus dem Nahen Osten vor).
- Ladepapiere oder Transportdokumente: wie Konnossement, Ladeschein, Luftfrachtbrief, Frachtschein, Abladebestätigung, Postquittung etc.
- Zollfaktura: Rechnung, die der Verzollung im Importland dient (Formvorschriften unterschiedlich)
- Versicherungspolice für den Transport.
- ggf. Wechsel zum Akzept durch den Importeur und/oder seine Bank,
- weitere Unterlagen wie Gesundheitszeugnisse oder Bedienungsanleitungen.

Die Bank des Exporteurs sendet die Dokumente mit dem Inkassoauftrag an eine vom Importeur benannte Bank oder an eine Korrespondenzbank im Land des Importeurs. Unter Umständen wird der Auftrag via SWIFT elektronisch voravisiert. Im Importland avisiert die eingeschaltete Bank dem Importeur das Vorliegen des Inkassoauftrages nach einer Prüfung der Dokumente auf Vollzähligkeit und inhaltliche Übereinstimmung mit dem Inkassoauftrag.
In einigen Städten (Hamburg, Köln, Bremen etc.) gibt es die Platzusance, demnach die Dokumente besonders glaubwürdigen (und kreditwürdigen) Importeuren zu treuen Händen zur weiteren Prüfung während eines Werktages überlassen werden. Dabei darf durch den Importeur jedoch nur eine formale Prüfung der Papiere vorgenommen werden, eine weitere Benutzung der Dokumente ist ausgeschlossen.
Der Importeur weist die Bank an, die Inkassodokumente aufzunehmen und Zahlung zu leisten, oder er akzeptiert einen beigefügten Wechsel, falls dies vorgesehen ist. Danach bekommt er die Dokumente ausgehändigt. Eine besondere Sicherheit hat der Exporteur dann, wenn mit den Dokumenten das Recht an der Herausgabe der Ware verknüpft ist; dies ist bei Seefrachtbriefen (Konnossementen) und Lagerscheinen der Fall.
Werden die Inkassodokumente vom Importeur nicht aufgenommen, wird nach Weisungen der Bank des Exporteurs die Ware zurück versandt oder eingelagert und zur Verfügung der Bank gehalten.
Üblicherweise berechnen die eingeschalteten Banken Provision für die Abwicklung des Inkassos und der hiermit verbundenen Auslandszahlungen.
Aus der Abwicklung eines Inkassos entstehen die folgenden Rechtsbeziehungen:
- Auftrag des Exporteurs an seine Bank, das Inkasso zu besorgen (Geschäftsbesorgungsvertrag),
- Auftrag der Bank des Exporteurs an eine Korrespondenzbank im Lande des Importeuers, die Dokumente nur gegen die vereinbarte Zahlung auszuhändigen (Geschäftsbesorgungsvertrag).
- Zwischen der Bank des Importeurs und dem Importeur entsteht erst mit dem Auftrag zur Aufnahme der Dokumente und der Abwicklung der Zahlung ein Geschäftsbesorgungsvertrag. Die Bank haftet nicht für die Ordnungsmäßigkeit der Dokumente, da diese bei einem Inkasso nur auf Vollständigkeit hin kontrolliert werden.